# Theope hypoleuca
Theope hypoleuca är en fjärilsart som beskrevs av Bates 1868. Theope hypoleuca ingår i släktet Theope och familjen Riodinidae. Inga underarter finns listade i Catalogue of Life.